# 弑星者
弑星者，本名為蓋倫·馬瑞克，也被稱為學徒（類似“那個學徒”，有代稱之意），為《星球大戰：原力釋放》遊戲中的主角，是一位反英雄。人物的形象和聲音由薩謬埃爾·威特沃提供。對外他是代號弒星者的刺客，私底下他是黑武士的祕密學徒，黑武士訓練他以破壞為目的地使用他強大的原力。弑星者這個名字來自安納金·天行者原來設定的名字「安納金·弒星者」（英語：Annikin Starkiller）。
IGN稱弒星者的故事「很好且很完整」。Game Informer，UGO Networks和GameDaily也給出很好的評價，但GamesRadar批評弑星者的設定。在GameSpot「有史以來最偉大的電子遊戲角色」的投票中，弑星者在第一輪對上尼克·貝里克（英語：Niko Bellic）並被刷掉。
在迪士尼公布新的正史標準後，弒星者不再被視為正史的角色（亦即在正史中不存在）。

## 概念和創造
佐治·魯卡斯讓製作《星球大戰：原力釋放》的團隊去開發全新的角色，在決定弑星者的性格前，有一些概念如韓·素羅般的走私者、一個反抗軍中超級英雄般的武技獸、最後的天行者，全副武裝的傭兵。開發者蒐集了來自重點測試者和LucasArts公司主管們的回饋，創造了弑星者。開發者本來不打算在遊戲中幫弒星者取名字，小說家西恩·威廉斯在小說中給了他「蓋倫·馬瑞克」（Galen Marek）這個名字。
弑星者被設計成和安納金·天行者相反的人，且名字是由他來的（早期的星際大戰腳本中，安納金·天行者的原名是安納金·弒星者）。在開發角色的時候，開發者們盡量避免太明確的定義弑星者，讓角色有繼續發展的空間。開發者們一方面避免讓弑星者看起來無藥可救的邪惡，利用他的背景故事以及和其他角色的人際關係去平衡，另一方面又試著不要對他的背景做太多解釋。為了不讓角色流露過多感情，他們用簡潔的對白和表情營造氛圍，讓玩家自行體會弑星者的感受。他們試圖以讓他的動作變得更快、更激烈，讓弒星者看上去能夠融入星際大戰經典三部曲。海登·布萊克曼被衛報訪問時宣稱，絕大多數接受測試的玩家希望這個角色會在遊戲最後回歸光明。

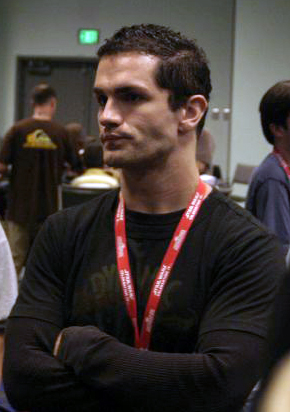
弒星者的形象和聲音由薩謬埃爾·威特沃提供。

弒星者的形象和聲音由薩謬埃爾·威特沃提供。根據布萊克曼的說法，詮釋弒星者這項工作對薩謬埃爾而言非常沉重，但他遠遠超出其他候選者的水準，而且「他已經融入了角色的心境」。弒星者的臉部表情參考自薩謬埃爾，布萊克曼形容這對LucasArt而言是「踏出新的一步」，倒不是說它「影響他們製作原力釋放」，或拿去和人們怎麼看待比爾·奈伊飾演電影神鬼奇航中的戴維·瓊斯做比較。薩謬埃爾曾說，弒星者是一個他不會介意去回顧的角色。
在星球大戰：原力釋放II的概念發展階段，開發者們曾考慮換一個新純粹原力使用者的角色，或先前命名過的星際大戰角色，但最後決定繼續讓弑星者擔任玩家的角色。他們很喜歡這個角色，覺得有很多關於他的故事可以訴說。布萊克曼評論，決定怎麼讓弒星者回歸後，他有種「這就對了」的感覺。開發者試著讓原力釋放對弒星者而言更個人一點，遊戲著重在讓弒星者去找尋自己身分的真相。

## 角色的刻畫
威特沃把弒星者比擬為「兩分的韓·蘇羅，一分的達斯·魔，一分的印第安納·瓊斯…（中略）…還擁有一分路克·天行者的本質」。倒不是說，這個人物的發展都立基在那些上面，在這裡，必須讓他像個睜大眼睛的孩子般，試著去發現自己該做什麼。根據威特沃的說法，弒星者的性格端看他正在和誰談話，還有他正處於何種情況下。威特沃說他是「一個很有趣的人，可稱得上是有層次的角色」。雖然在第一個遊戲中扮演一個反派角色的布萊克曼曾評論弒星者「就只是一個被毀了的孩子」。
海登·布萊克曼提到，一開始弒星者是一個獵手，後來則更像個逃犯。馬特·費伯隆（Matt Filbrandt），星球大戰：原力釋放II的製作者之一，說弒星者在原力釋放II中試著要找出「他是誰」和「他生而為人的意義」。

## 登場

### 星球大戰：原力釋放
在星球大戰：原力釋放電子遊戲中，達斯·維達派遣弒星者殺掉在絕地大屠殺中存活下來的絕地。「弒星者」本來是一個祕密，但他的存在被白卜庭皇帝發現之後，黑武士派遣弒星者去搜索銀河帝國的敵人並且把他們聯合起來。維達後來背叛了弒星者，並試圖殺掉他集結起來的人。但弒星者為了反抗軍同盟犧牲了自己，成為反抗軍的烈士。在遊戲中，弒星者愛上了前任帝國太空梭駕駛、也是他艦艇的太空人——朱諾·日蝕（Juno Eclipse）艦長。如果弒星者在遊戲末期選擇殺了維達，而不是皇帝，他就會成為皇帝的手下，穿上類似黑武士盔甲的服裝。弒星者會穿著這套服裝於「終極西斯」版本的遊戲結局再次出現，延續以黑暗面作為假設的故事。然而，光明面才是星球大戰的正統結局，小說和續集中都採用這個版本。

### 星球大戰：原力釋放II
在星球大戰：原力釋放II的電子遊戲、漫畫、以及小說中，維達做出了弒星者的複製人，弒星者的複製人被真正的弒星者生前的影像所糾纏。在他逃離卡米諾後，弒星者踏上追尋自我的旅程，並在後來發現朱諾·日蝕被維達綁架了。在遊戲的結尾，如果玩家選擇了光明面的結局，弒星者會抓住並饒恕維達，且拯救了朱諾。但如果選擇了黑暗面，在弒星者能夠殺死維達前，就會被維達訓練的黑暗學徒（另一個弒星者的複製人）刺殺。弒星者的黑暗面複製人會再次出現於遊戲的追加下載內容中，地點為安鐸星。小說採用了光明面的結局，雖然弒星者在朱諾的船——救世主號——上看見的是黑暗面的結局。

### 其他登場的遊戲
弒星者初次登場是以一個戰士的姿態，他和維達及尤達一起出現在劍魂IV。在「劍魂IV」中，他被稱為「那個學徒」。維達遣他去調查一個似乎愈變愈大的時空裂縫時，他穿越了裂痕到達「劍魂」的世界。弒星者擊敗了英雄王亞爾戈（Algol），並回到維達身旁，沒有帶回邪劍（Soul Edge）或靈劍（Soul Calibur），意識到那些對他並沒有用的。維達用原力壓制想違逆他的學徒，導致弒星者拿出了他的光劍和準備對抗維達。弒星者也出現在「Star Wars: Visions of the Blade」（暫譯：「星際大戰：刀光劍影」），一個劍魂和星際大戰的宇宙交錯重疊的漫畫。
弒星者以「維達的學徒」名義出現在樂高星際大戰III：複製人戰爭中。在這款遊戲中，他是一個隱藏角色，解鎖的條件是：在關卡「和平衛士」中找齊所有破關的必需品。

## 行銷及評價

在「原力釋放」的黑暗版結局中，弒星者成為皇帝的學徒。這個設計於「終極西斯」版本也有出現。GamesRadar評論這個設計不過是「黑武士戴著波巴·費特的頭盔」。

孩之寶公司推出了各式各樣弒星者的可動人像（Action Figure），和其他原力釋放角色的一起。樂高版的弒星者是推出的「Rogue Shadow」樂高系列裡的三個角色之一。
UGO Networks把此角列為星戰擴充宇宙最好的角色裡的第50名。IGN的傑西·夏戴恩（Jesse Schedeen）稱在劍魂IV登場的弒星者是系列裡第2讚的額外角色，並補充：「『劍魂IV』處理善惡是用二分法，墮落和救贖…（中略）…弒星者是一個黑暗的絕地，發現他正站在黑暗和光明的十字路口。他可以選擇跟隨他的師父，掌控銀河系，或者從這一切抽身，去找尋自己的命運。」隨後夏戴恩把弒星者列入那種會在最後的戰鬥遊戲中下定決心的角色之一。克里斯·布法（Chris Buffa）也把他列為電子遊戲猛男裡的第24名，說：「沒什麼比的上一個壞男孩。」傑西·夏戴恩稱弒星者是2008年秋天將釋出的玩家角色中最有前景的角色之一。「原力釋放」發行後，同樣來自GameDaily的羅伯特·沃克曼（Robert Workman）把此角列為他最喜歡的星戰電子遊戲角色之一。布法選擇弒星者為最棒的背叛型角色。傑西·夏戴恩把弒星者列為2008年最棒的電子遊戲角色之一，並評論：「弒星者以一種電影從沒展現給我們看過的方式解放自己的原力。」
UGO Networks把飾演弒星者的薩謬埃爾·威特沃列為他們在電子遊戲裡11位最好的名人聲音演員之一。克里斯·布法認為弒星者是第19名偉大的反英雄，並評論：「讓西斯斬殺好人的想法給我們殘酷的快感。」也稱讚他最終的自我救贖。傑西·夏戴恩也覺得，此角不要在「原力釋放」後再次出現在即將來臨的真人電視影集，因為「他的故事走向很好也很完整了」。弒星者被IGN的讀者選為第10偉大的星戰角色。IGN隨後宣稱弒星者是第34偉大的星戰角色。GameSpot以「那個學徒」之名讓弒星者加入「有史以來最偉大的電子遊戲角色」投票。弒星者在第一輪就對上俠盜獵車手IV的尼克·貝里克，以44.9%的得票率被刷掉。弒星者也被Game Informer的讀者選為第17偉大的電玩角色。Game Informer把他列為他們的「10大傻瓜」裡的第6名，說：「『絕地』和『傻瓜』這兩個字很少會一塊兒用，但弒星者是那個注定兼備兩者的人。」

## 外部連結
- Wookieepedia上的相关条目：蓋倫·馬瑞克（英文）
- Wookieepedia上的相关条目：弒星者（英文）
- Wookieepedia上的相关条目：黑暗學徒（英文）